# Iquira
Iquira là một khu tự quản thuộc tỉnh Huila, Colombia. Thủ phủ của khu tự quản Iquira đóng tại Iquira Khu tự quản Iquira có diện tích 521 ki lô mét vuông. Đến thời điểm ngày 28 tháng 5 năm 2005, khu tự quản Iquira có dân số 7524 người.